# Les Salles-de-Castillon
Salles-de-Castillon – miejscowość i gmina we Francji, w regionie Nowa Akwitania, w departamencie Żyronda.
Według danych na rok 1990 gminę zamieszkiwały 324 osoby, a gęstość zaludnienia wynosiła 30 osób/km² (wśród 2290 gmin Akwitanii Salles-de-Castillon plasuje się na 857. miejscu pod względem liczby ludności, natomiast pod względem powierzchni na miejscu 1010.).